# مارتن خيس
مارتن خيس (بالألمانية: Martin Gies) (و. 1951 – م) هو مخرج سينمائي، وكاتب سيناريو، وممثل من ألمانيا . ولد في لودن شايد .

## روابط خارجية
- مارتن خيس على موقع IMDb (الإنجليزية)
- مارتن خيس على موقع ألو سيني (الفرنسية)
- مارتن خيس على موقع أول موفي (الإنجليزية)
- مارتن خيس على موقع قاعدة بيانات الأفلام السويدية (السويدية)
- مارتن خيس على موقع قاعدة بيانات الفيلم (الإنجليزية)
- مارتن خيس على موقع كينوبويسك (الروسية)